# アリカワコウヘイ

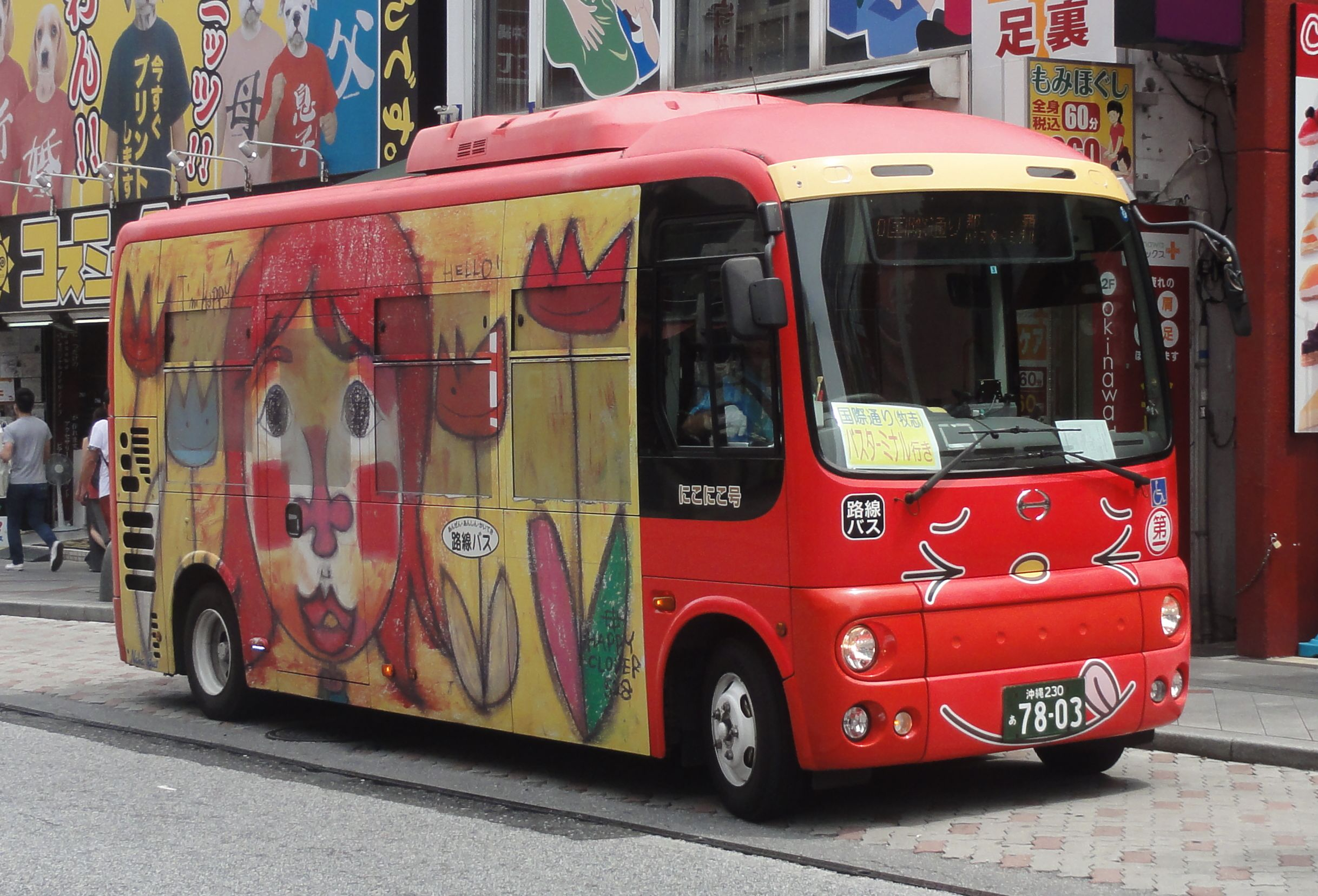
那覇バス

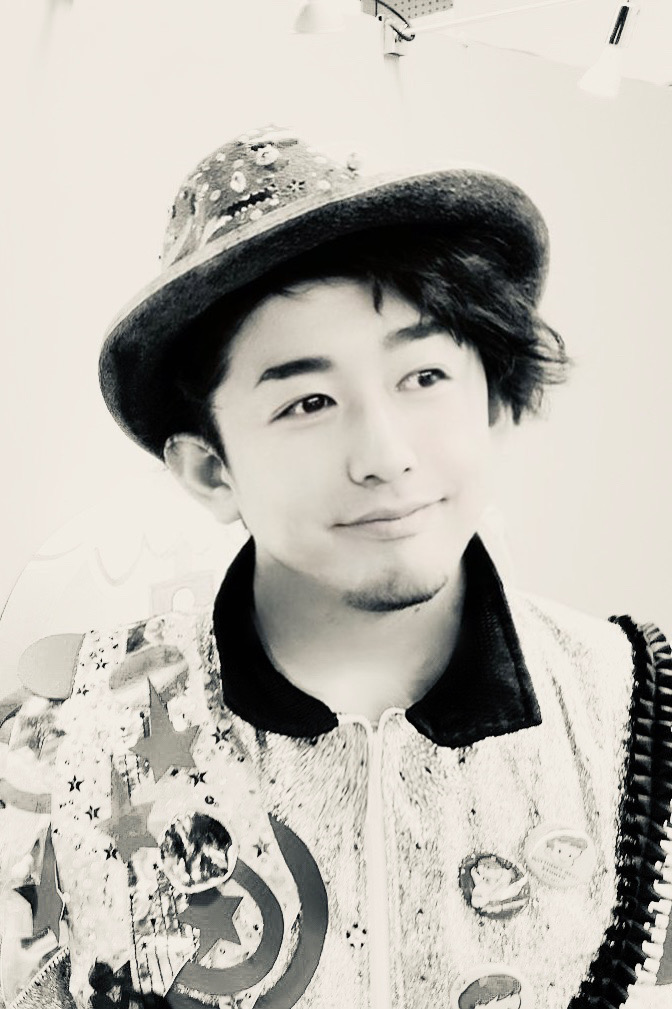
アリカワコウヘイ！

アリカワ コウヘイ!（ありかわ こうへい、1978年5月28日 - ）は日本の現代美術作家である。

## 来歴
福岡県北九州市生まれ。実姉が嫁いでいた縁で幼少期は沖縄県で過ごす。
小学校から高校1年生まで大阪府大阪市平野区で育ち、高校時代に両親の離婚と阪神・淡路大震災をきっかけに沖縄県に移住する。沖縄県立那覇西高等学校時代は野球部に所属、主将でエースで4番だった。学業と部活動の両立が評価され沖縄県高校野球連盟から優秀な野球部員として表彰された。
絵を描き始めたきっかけは、沖縄国際大学法学部卒業後、自身の人生を大きく好転させるために今までの人生の中で最も苦手であった分野に挑戦しそれをものにするくらいの劇的な変化を起こす必要があると考え、それが「絵を描く」ことだった。
アーティストとしてのキャリアは、2002年に北谷町の美浜タウンリゾートアメリカンビレッジの路上で道売りからスタートした。道売り時代は500円で絵を売っていた。
名前の後ろに「！」が付いているのは沖縄国際大学在学時に英文学部の友人からもらった手紙に「KO-HEY!へ」と書かれていたことに由来する。
2003年、絵の道売りの収入が、当時働いていた沖縄県の臨時職員の仕事の収入を上回り、2003年5月にATELIER HAPPY CLOVER 528を設立、絵の仕事のみで生計を立てるようになる。
那覇市で2006年7月1日に運行開始された那覇バス新都心循環線専用車両のデザインを手掛けた。3台ありそれぞれが異なるデザインとなっている。
同2006年、アサヒビール（株）と久米仙酒造（株）が共同開発した琉球泡盛「島思い」（しまうむい）のネーミングとラベルデザインを担当。
2007年、沖縄のオムニバス映画「琉球カウボーイ、よろしくゴザイマス。」内の「Happy☆Pizza」（福永周平監督）にピザ屋の店員役で出演。同作の題字と、映画内に作品を提供した。
2008年結婚。妻は元北海道放送アナウンサーの邑田みさき（むらたみさき）。
2009年7月に発表されたFM沖縄の公式キャラクター「リズムくんとメロディちゃん」を手掛けた。
2009年、スタジオを沖縄県から山梨県山中湖村に移転。
2013年、Eテレ（NHK教育）のおかあさんといっしょの5月のうた「チュルチュルチュルルン」にキャラクターデザインと、うたのおにいさん・おねえさんの衣装デザインを提供。
独学でアーティスト活動を続けてきたが海外の活動が増えるにつれ美術史すら十分に知らずに自分の作品を展示することはその国の美術史に対する敬意に欠けると考えるようになり、2014年に京都芸術大学に編入学、2017年に卒業した。卒業直後の2017年夏に同大学の真夏の芸術祭アートコンペティションで大賞を受賞した。
2016年、2017年とフランス領のカリブ海の島グアドループで開催されたPOOL ART FAIRに代表作wavering flowersで公式招待され出展した。
2019年1月より沖縄県薬剤師会のおくすり手帳と電子おくすり手帳のデザインを手掛けている。
2019年6月、茨城県つくば市に常設ギャラリーMATTHEW'S BEST GALLERYをオープンし、制作スタジオも同市に移転。それまでのスタジオ名であったATELIER HAPPY CLOVER 528からMATTHEW'S BEST STUDIOに名称を変更した。現在は茨城県つくば市在住。
2020年から同ギャラリーが他作家も取り扱うようになり、ギャラリーの正式名称はMBG arts tsukubaとなった。
編集者でアートプロデューサーの後藤繁雄氏の著書「アート戦略/コンテンポラリーアート虎の巻」（光村推古書院）に感銘を受け同書に挟まれていたリーフレットにて京都芸術大学大学院に後藤繁雄氏のラボ（GOTOラボ）が設置されていることを知り、2020年４月同ラボに入学、2022年3月に修了。MFA（美術学修士）を取得。修士課程ではジェフ・クーンズについて研究した。
毎年秋に故郷の沖縄で開催される自身のプロデュースによる大規模展覧会「KO-HEY! ARIKAWA EXPO™」は、2021年の開催で18年連続開催となった。スタート時は沖縄県沖縄市のプラザハウスショッピングセンター内のギャラリーで開催されていたが、現在は沖縄県中頭郡西原町の音楽ホールであるムーンテラス東崎音楽堂で開催されている。会場内を約10のブースに仕切り、ブースごとに異なる演出・インスタレーションの中で新作絵画約100点が展示される。毎年約2週間の会期に12000人を動員し、客層は老若男女幅広い。全国・海外から訪れる来場客もおり、後藤繁雄氏はアリカワコウヘイ！の出版物「EXPO™ ARCHIVE PHOTOS」の帯に「アリカワはEXPO™を発明したのだ」とのコメントを寄せている。
2022年3月からザ・リッツ・カールトン沖縄の開業10周年を記念しザ・リッツ・カールトン沖縄コラボレーションWITHアリカワコウヘイ！を開催。コラボ第一弾企画はアリカワコウヘイ！の世界観の中心的なキャラクターである「マシューくん」から副総料理長の木津慶和氏が着想を得て作られた「マシューくんの好きなパンケーキ」をザ・ロビー・ラウンジにて提供。4月からはコラボ第二弾としてホテル館内をアリカワコウヘイ！の20点余りのアート作品で彩るTHE ART EXPERIENCEを開催。メインエントランスに設置された高さ約4メートル、幅約3メートルの大型作品「迎恩（ケイオン）-果報（カフウ）流るる黄金（クガニ）ぬ川-」はアリカワコウヘイ！の過去最大のペインティング作品であり、2年の歳月をかけて制作され、同ホテルに常設展示となった。
アリカワコウヘイ！のすべての作品は”well being”が共通するテーマであり、"ALL FOR HAPPY! -すべては幸福のためにあるのだ- ”を座右の銘としている。